# Trotskistes français durant la Seconde Guerre mondiale
 (août 2025).
Le mouvement trotskyste français est divisé pendant l'Occupation, bien que la plupart refusent de s'allier avec les « petits-bourgeois » et les « impérialistes » contre l'Allemagne nazie. En 1939, le gouvernement dissout les deux principales organisations trotskistes, le Parti ouvrier internationaliste (POI) de Pierre Naville et le PCI de Raymond Molinier. Lors de la drôle de guerre, le mouvement trotskiste français adopte une position de « défaitisme révolutionnaire », puis publie, dès août 1940, le premier journal clandestin de la Résistance, La Vérité, organe bolchevique-léniniste. Divisé principalement entre ses deux composantes principales devenues clandestines: le Parti ouvrier internationaliste (POI), - tenté un temps par l'alliance avec la bourgeoisie contre Hitler -, et le Parti communiste internationaliste (PCI), - alors dirigé par Henri Molinier, en l'absence de son frère Raymond. Il refuse les attentats contre l'Occupant, assimilant ceux-ci à du « terrorisme » coupé des masses. Il s'oppose notamment au virage patriotique du PCF après la rupture du Pacte germano-soviétique en 1941, au nom de l'« internationalisme », qui le pousse à préférer la propagande envers l'Occupant, afin de gagner « les prolétaires allemands » sous les drapeaux à la cause révolutionnaire, plutôt que l'action armée directe. Ce n'est qu'en décembre 1943 que la Quatrième Internationale prône la participation aux organisations armées afin de les structurer sur une base de classe ; si certains trotskistes français suivent, à titre personnel, cette ligne (par exemple Marcel Bleibtreu), elle n'est cependant pas officialisée par les structures clandestines trotskistes.

## Défaitisme révolutionnaire et désorientation d'une partie des militants trotskistes
Le 15 février 1940, seize militants (dont Pierre Boussel, alias « Pierre Lambert ») se réclamant de la Quatrième Internationale, sont arrêtés. L'inculpation mentionne le chef d'accusation suivant : « infraction au décret du 1er septembre 1939 sur la publication de textes de nature à nuire au moral de l'armée et de la population ». Le rapport de police se termine ainsi « [...] se réclame ouvertement du marxisme-léninisme intégral, du défaitisme révolutionnaire et de l'antimilitarisme ».
Pierre Boussel est alors membre du Parti communiste internationaliste (PCI), qui prône et pratique l'entrisme au Rassemblement national populaire (RNP) de Marcel Déat, l'un des principaux partis collaborationnistes. Henri Molinier, alias Henri Testu, frère de Raymond Molinier, prit même la parole lors d'un congrès du RNP. Cette attitude est cependant minoritaire. Elle traduit l'émiettement et la désorientation des trotskistes. Henri Molinier, alias Henri Testu, ne « voit de solution que dans les organisations fascistes et staliniennes qui naîtront du triomphe du Pacte germano-soviétique ». Pierre Boussel, futur dirigeant de l'OCI, qui s'est évadé en juin 1940, lors d'un transfert, s'oppose, lui, à cette orientation d'Henri Molinier, alias Henri Testu. Sans toutefois quitter le Parti communiste internationaliste, il s'engage dans la CGT clandestine. Il est finalement exclu du PCI, avec sa compagne. Il demande alors à adhérer, en décembre 1943, au Parti ouvrier internationaliste (POI) qui développe l'idée du défaitisme révolutionnaire : « Derrière un soldat nazi se cache un travailleur allemand ! », reprenant ainsi les théories communistes de la Première Guerre mondiale où la guerre est impérialiste.
En janvier 1944, le Parti ouvrier internationaliste fusionne avec les autres groupuscules trotskistes dans le PCI, section française de la quatrième internationale, dont l'organe est La Vérité, pour qui « le fascisme est le fruit naturel du capitalisme, et on ne peut le finir qu'en abattant le capitalisme », et qui se démarque notamment en se prononçant contre l'union sacrée aussi bien extérieure (les Alliés et l'URSS) qu'intérieure (De Gaulle et le PCF). Cette attitude leur vaudra un acharnement de la part du PCF contre les « hitléro-trotskistes ».

## La résistance trotskiste
La Résistance trotskiste occupe une place à part car elle ne participe pas à l'élan nationaliste qui anime toutes les résistances et refuse le travail commun avec les courants « bourgeois » de la Résistance, considérés comme des adversaires dans la lutte pour la Révolution. Seuls le Mouvement national révolutionnaire de Jean Rous et Fred Zeller, et, pendant un temps, le Parti ouvrier internationaliste (POI) de Marcel Hic, échappent à cette règle.
Les petits groupes trotskistes refusent aussi la dérive nationaliste du « À chacun son boche ! » du PCF, se veulent internationalistes, prônent la fraternisation avec les « travailleurs allemands sous l'uniforme », et organisent avant tout un travail en direction des soldats allemands de la Wehrmacht, publiant des journaux en langue allemande, en Bretagne, par exemple. Ainsi, selon le journaliste Christophe Nick,
« Au printemps 1943, le POI compte une cellule de quinze soldats et sous-officiers allemands en Bretagne. Sur toute la France, ils en « réseautent » une cinquantaine. »
L'activité était risquée et la Gestapo réussit à démanteler assez aisément ces réseaux : la cellule bretonne comptait un agent gestapiste, ce qui conduit aux arrestations du 6 octobre 1943 : Robert Cruau (fusillé), Yves Bodénez (mort à Dora) et 10 autres Bretons (dont trois ne reviendront pas de déportation), 15 soldats allemands (qui auraient été guillotinés), ainsi qu'à Paris, Marcel Hic (mort à Dora), David Rousset, Philippe Fournié, Yvonne et Roland Filiâtre, également déportés.
Dans le contexte d'une occupation de plus en plus brutale de la France, ce discours internationaliste avait toute chance de paraître irréel à la plupart des habitants, surtout lorsque le travail en direction des Allemands n'était pas accompagné d'autres formes de lutte visant concrètement à la fin de l'Occupation. D'autre part, en dépit du discours fort patriotique voire nationaliste du PCF clandestin, ce dernier ne négligeait pas non plus la propagande à destination des soldats occupants (le « travail allemand », confié aux militants FTP-MOI et à Artur London), bien que ce travail n'ait pas été pour lui une priorité.
Ces interprétations du conflit conduiront les trotskistes à s'abstenir de toute résistance armée contre l'occupant jusqu'en décembre 1943, considérant que les masses n'appuyaient pas alors ce qui était considéré comme du « terrorisme ». La critique du virage patriotique du PCF est exprimée, en 1945, par le surréaliste Benjamin Péret, qui avait rejoint le POI en 1936 puis s'était battu en Espagne avec le POUM et la colonne Durutti : en réponse à L'Honneur des poètes (1943), auquel participaient Paul Éluard et Aragon, Péret rédige ainsi Le Déshonneur des poètes.

## La presse trotskiste clandestine
Par ailleurs, les trotskistes éditent deux journaux clandestins La Vérité clandestine et L'Étincelle, qu'ils diffusent aussi largement que possible, c'est-à-dire fort peu. L'Étincelle est diffusée par le « Comité pour la IVe Internationale » autour de Yvan Craipeau, Jean Rous, Barta et Daniel Guérin. À la Libération, en raison de leur refus de l'Union nationale et de la puissance du PCF, ces journaux seront les seuls à ne pas obtenir immédiatement l'autorisation de reparaître au grand jour. 
La violence de leurs attaques contre les Anglo-Saxons et la France libre n'y est pas non plus étrangères, ainsi que le fait qu'ils renvoient dos à dos les puissances fascistes et les Alliés. De Gaulle était régulièrement qualifié au printemps 1944 d'agent de la City et de l'impérialisme britannique. 
Quelques jours après le débarquement allié de Normandie, alors que les massacres des Nazis ensanglantent quotidiennement la France, et les bombardements des alliés détruisent les villes, La Vérité titre : « Ils se valent » : alors qu'en décembre 1943, le secrétariat provisoire de la IVe Internationale s'était enfin rallié à la Résistance, en proclamant une « résolution sur le mouvement des partisans » prônant l'entrisme dans les organisations armées afin d'appuyer une structuration sur une base de classe, La Vérité écrit, le 22 juin 1944, dans cet article : « En réalité, la libération de Roosevelt vaut tout autant que le socialisme de Hitler ». L'article appelle les ouvriers à s'organiser dans des Milices Ouvrières pour se libérer eux-mêmes, sans les Alliés. Selon Marcel Bleibtreu, responsable du journal à l'époque (et l'un des rares à s'être engagé, à titre personnel, au sein du Conseil national de la Résistance), il fut alors scandalisé de ce « raccourci » attribué à Rodolphe Prager qui fut exclu du journal.    
D'autres interprétations furent aussi lancées par les trotskistes clandestins. Ainsi l'idée d'un accord secret entre les belligérants pour s'entendre sur le dos des travailleurs européens et prévenir l'éclatement d'une hypothétique révolution européenne à la chute du Troisième Reich - dans cette perspective, le débarquement signifiait que « le grand capital américain [venait] voler au secours du grand capital allemand » (novembre 1943). De même, les bombardements alliés sur la France, avec leur cortège d'imprécisions et de victimes inutiles, étaient interprétés comme une volonté délibérée de terroriser les ouvriers pour prévenir une révolution...  
La Vérité fut l'une des premières feuilles à dénoncer les mesures antisémites : dès l'été 1940, avant même la promulgation du Statut des juifs d'octobre 1940, La Vérité dans son premier numéro clandestin (daté du 31 août 1940) publie un article intitulé « À bas l'antisémitisme !!! », qui se conclut par un appel à « organiser des groupes de défenses ouvriers contre les bandes antisémites » et dans son numéro 34 du 10 juillet 1942, le journal, sous le titre « La marque d'infamie », écrit au sujet de l'imposition de l'étoile jaune le 7 juin 1942 : « Travailleurs français, il faut vous unir aux travailleurs, aux artisans, aux intellectuels juifs pour lutter contre les pogroms et l'antisémitisme ! ». La Vérité fut aussi l'une des seules à révéler dès 1943 (n° 45 du 20 mai 1943) l'existence et les horreurs du camp d'Auschwitz dans un article intitulé « Déportations en Haute-Silésie ».
Seuls les journaux trotskistes se sont explicitement indignés de la violence inutilement meurtrière des bombardements alliés sur l'Allemagne : La Vérité n° 56 du 15 janvier 1944, en référence aux bombardements de Hambourg de l'été 1943, publie un article intitulé « NON, les morts de Hambourg ne vengent pas les morts de Nantes ! ».

## La répression des trotskistes
La répression touche durement le mouvement trotskiste. Ils sont victimes d'abord des nazis : ainsi, Jean Meichler, ancien membre  du PCI avant-guerre, est arrêté le 3 juillet 1941. Il éditait le journal clandestin en langue allemande Unser Wort ; il est fusillé comme otage en septembre 1941. Un peu plus tard, le 22 octobre 1941, c'est la fusillade de Châteaubriant : 27 otages, essentiellement communistes, passent devant un peloton d'exécution allemand. Deux d'entre eux sont trotskistes, Pierre Guéguin et Marc Bourhis. De janvier à juin 1942, plusieurs rafles sont menées par la police française et conduisent à l'arrestation de dizaines de trotskistes, à Lyon, à Nîmes, à Aix-en-Provence, à Montauban, etc.

## Stalinisme et trotskisme durant la guerre
Les trotskistes sont aussi victimes des communistes staliniens. L'affaire la plus célèbre a lieu le 26 ou le 27 octobre 1943. Selon un travail d’enquête mené dans les archives et auprès des témoins par Pierre Broué et Raymond Vacheron, en collaboration avec Alain Dugrand, quatre militants trotskistes, Pietro Tresso alias « Blasco », un des fondateurs du Parti communiste italien, Jean Reboul, Abram Sadek et Maurice Sieglmann alias « Pierre Salini », ont été exécutés dans le maquis de Wodli, dans la Haute-Loire, par des résistants communistes parce qu’ils étaient trotskistes. Théo Vial-Massat (futur député PCF jusqu'en 1993), qui dirigera le maquis de Wodli à partir de juin 1944, est mis hors de cause par Broué et Vacheron, car, à l'époque des faits, il n'exerçait aucune responsabilité d'encadrement. 
De même, déporté à Buchenwald en 1944, David Rousset, un des fondateurs du Parti ouvrier internationaliste (POI), devra cacher son appartenance au courant trotskiste et se présentera comme communiste dans la ligne du PCF, pour survivre. Idem pour Jean-René Chauvin, Marcel Beaufrère, ou Marcel Hic, envoyé par la cellule clandestine du PCF dans un kommando de la mort à Dora.

## Après-guerre
À la Libération, les trotskistes ont le plus grand mal à obtenir l'autorisation de reparution de leur presse, qui n'est pas considérée comme une presse de la Résistance, dans un moment où le PCF est dominant.
Lambert est exclu de la CGT comme « hitléro-trotskiste ». Ce vocable sera employé durant plusieurs années par le PCF envers les trotskistes.